# Миром (Индијана)
Миром (енгл. Merom) град је у америчкој савезној држави Индијана.

## Демографија
По попису из 2010. године број становника је 228, што је 66 (-22,4%) становника мање него 2000. године.
|                   | 2010.        | 2000.        |
| Укупно            | 228 (100,0%) | 294 (100,0%) |
| Белци             | 227 (99,56%) | 287 (97,62%) |
| Хиспаноамериканци | 1 (0,439%)   | 2 (0,680%)   |
| Афроамериканци    | 0 (0,000%)   | 2 (0,680%)   |
| Азијати           | 0 (0,000%)   | 0 (0,000%)   |
| Остали            | –            | 3 (1,020%)   |